# Johanneskirche (Düsseldorf)

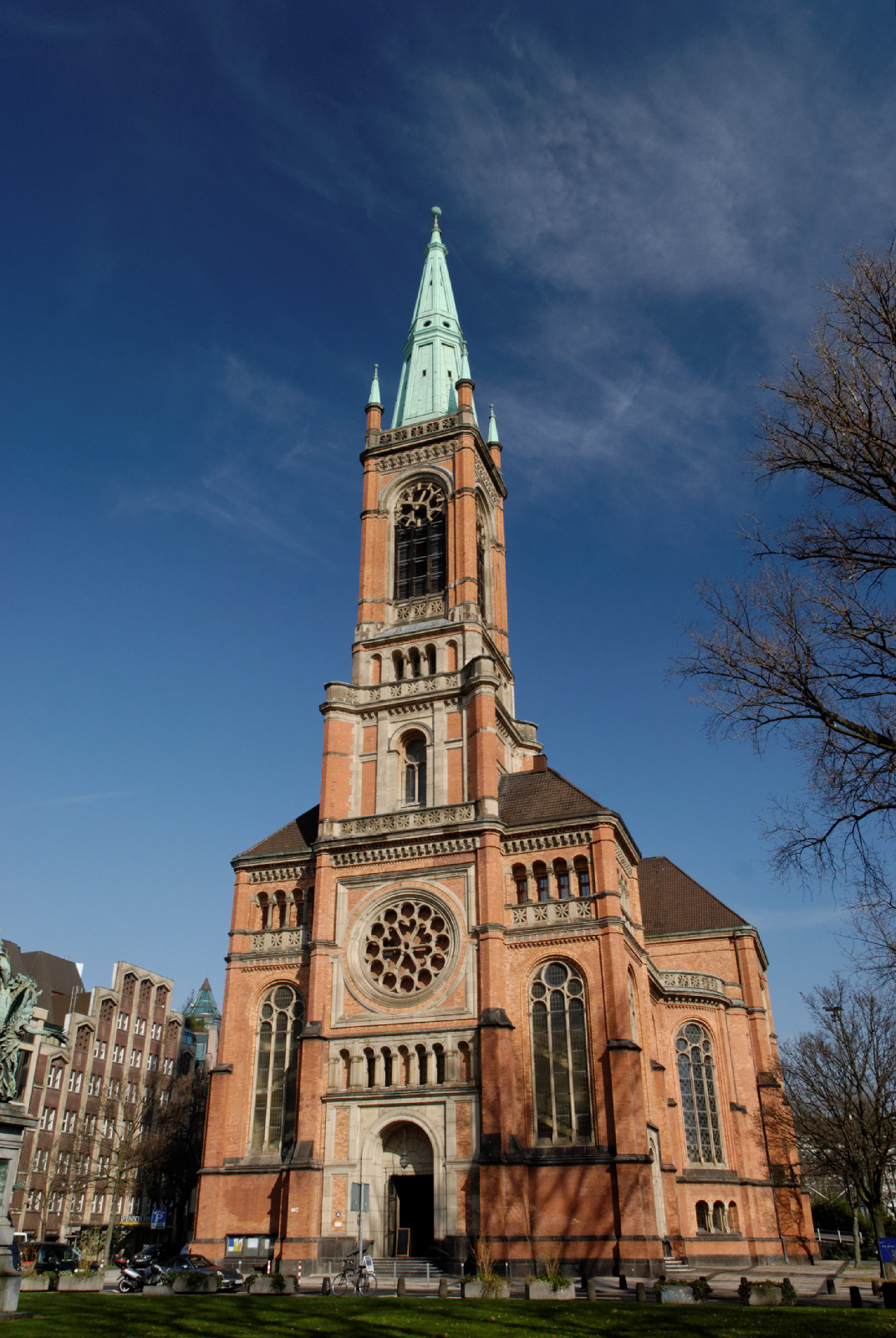
Johanneskirche in Düsseldorf

Die Johanneskirche, auch Stadtkirche genannt, ist die größte evangelische Kirche in Düsseldorf. Sie befindet sich am Ende der Berliner Allee im Stadtteil Stadtmitte auf dem Martin-Luther-Platz (vormals Königsplatz). Auf dem Platz vor der Turmfassade befinden sich das Kaiser-Wilhelm-Denkmal, das Bismarck-Denkmal und die Reste des Moltke-Denkmals.
Die Johanneskirche ist im Rundbogenstil errichtet. Das Kirchenschiff ist 61 Meter lang, der Turm 87,5 Meter hoch. Ursprünglich als Kirche der Kirchengemeinde Düsseldorf errichtet, dient sie inzwischen als Citykirche und zentrale Veranstaltungsstätte im Kirchenkreis Düsseldorf.

## Geschichte

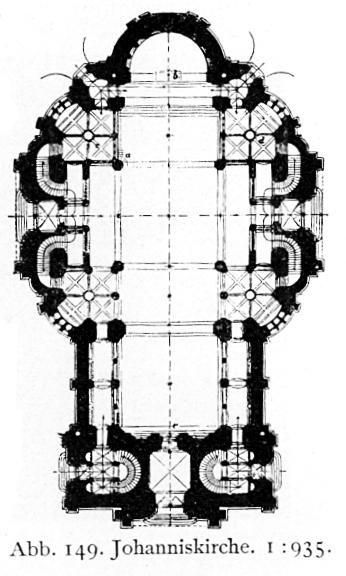
Grundriss um 1900

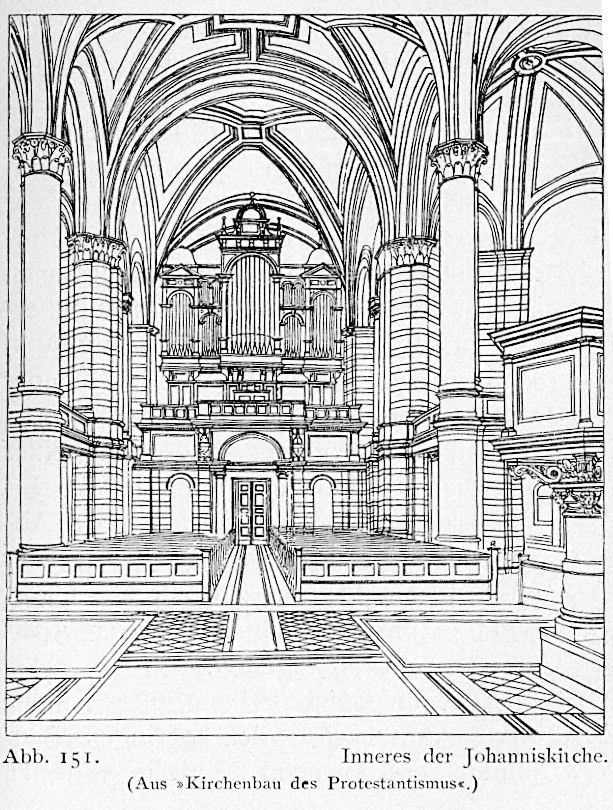
Inneres, Richtung Orgel (um 1900)

Die lutherische und die reformierte Gemeinde Düsseldorfs schlossen sich auf Drängen der preußischen Obrigkeit 1824 zu einer Union zusammen. Seit diesem Zeitpunkt entstand der Plan einer evangelischen Stadtkirche. Der Beschluss zum Bau erfolgte 1859. Die Verhandlungen mit der Stadt über das Baugrundstück dauerten bis 1874.
Nach mehreren abgelehnten Entwürfen wurde 1869 ein Entwurf von Walter Kyllmann und Adolf Heyden von der Gemeinde akzeptiert. Dieser musste aber weiter überarbeitet werden. 1875 wurde schließlich der Grundstein gelegt. Am 6. Dezember 1881 wurde die Johanneskirche geweiht. Schon zwanzig Jahre später, im Herbst 1905, musste die Kirche renoviert werden, da die Blend- und Hausteine aus Tuffstein verwittert waren. An den Fenstern, Strebepfeilern und Ecktürmen wurden sie durch Basalt ersetzt. Dies geschah unter der Leitung des Regierungsbaumeisters Wilhelm Schleicher (* 6. August 1857 in Stolberg; † 13. März 1938 in Düsseldorf).
Ein Bombenangriff am 12. Juni 1943 zerstörte die Johanneskirche schwer. Nach dem Zweiten Weltkrieg wurde der Abriss der Kirche zugunsten einer veränderten Verkehrsführung diskutiert, aber letztlich blieb sie stehen. Im März 1953 wurde die Kirche nach ihrer Wiederherstellung neu eröffnet. Größere Umbauten im Innern geschahen 1997 und 2008.
Die zwei Engel des Bildhauers Carl Hubert Müller (1818–1893), welche sich heute vor dem Westportal befinden, saßen vormals als Wächter auf den Giebeln über den Seitenportalen, dem Dach des Querschiffs. Die Skulpturen aus Sandstein von 1878, eine davon kopflos, wurden während des Wiederaufbaus nach dem Zweiten Weltkrieg durch den Düsseldorfer Journalisten Hans Stöcker aus den Trümmern gerettet und für ein „gutes Trinkgeld“ an die helfenden Bauarbeiter nach Kaiserswerth gebracht, wo sie am unteren Absatz des Treppenabganges der Brücke, welche vom Klemensplatz zum Kaiserswerther Markt führt, und gegenüber an der Stützmauer, ihren Platz fanden. Im November 1994 wurden die Engel, nach Restaurierung, vor der Kirche mit Blick auf die Schadow-Arkaden aufgestellt.
Im Zuge der Renovierung der Kirche wurde dank einer Spende der Düsseldorferin Ute Huneke auch die Turmuhr umfassend überholt und im März 2025 wieder in Gang gesetzt.

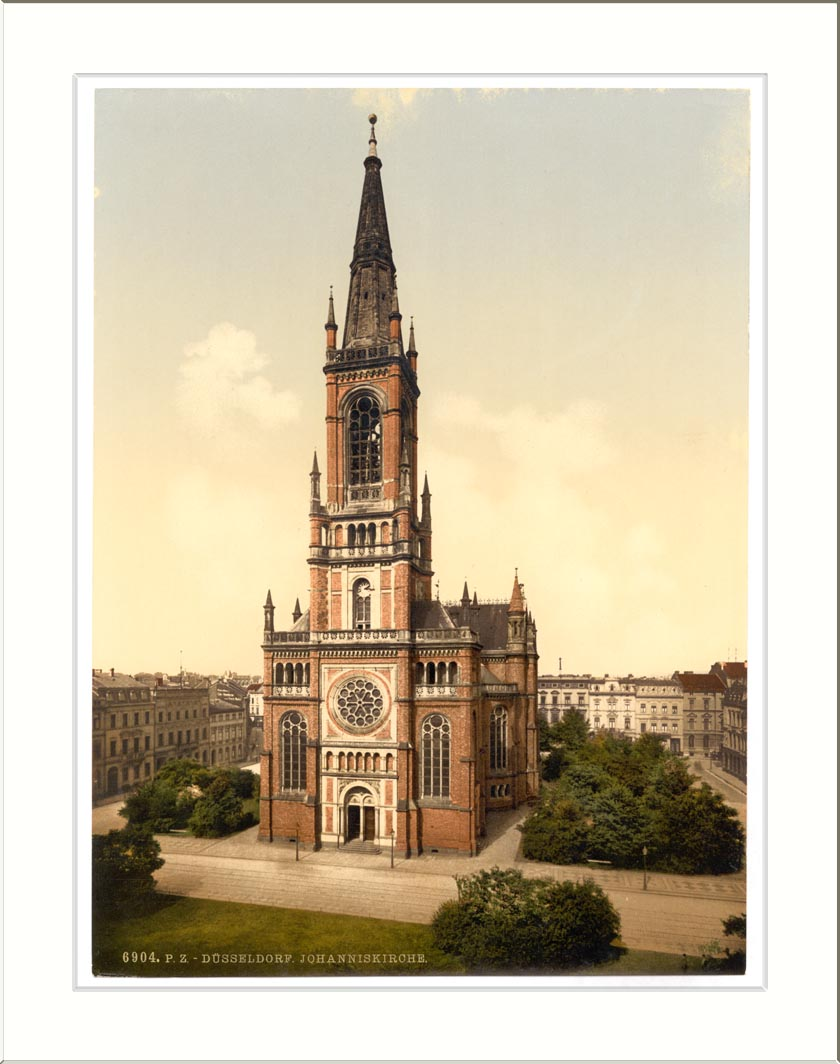
Johanneskirche im Gefüge der ursprünglichen Bebauung (historische Aufnahme)
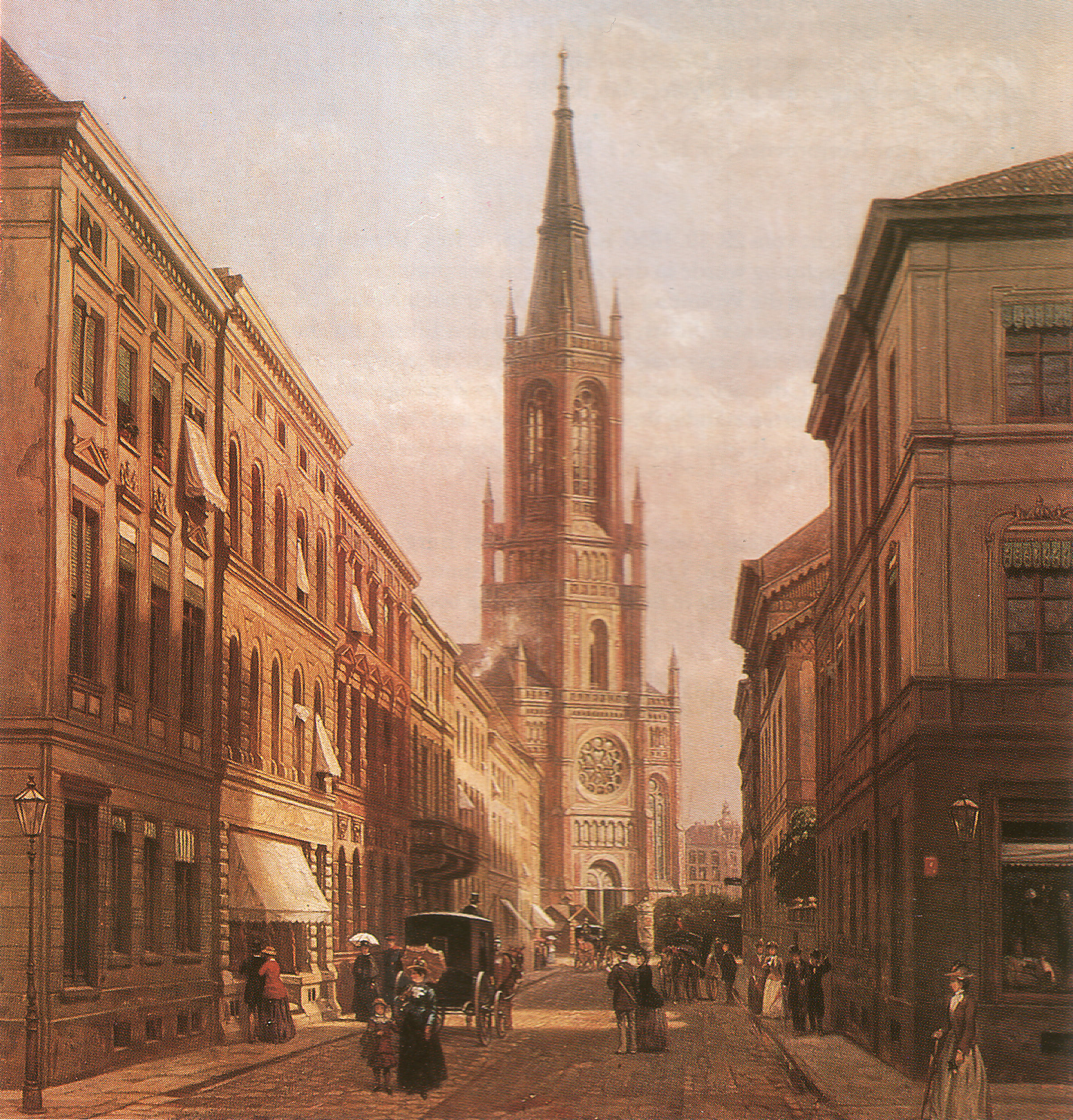
Blick durch die Königstraße, um 1890
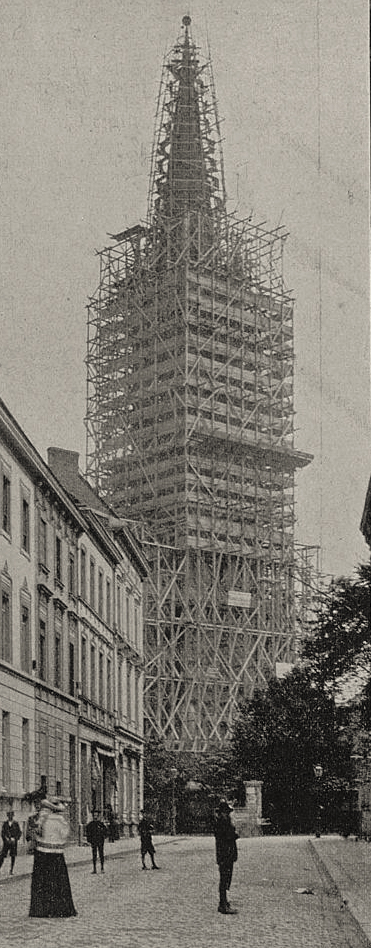
Restaurierung der Johanneskirche Düsseldorf, September 1905
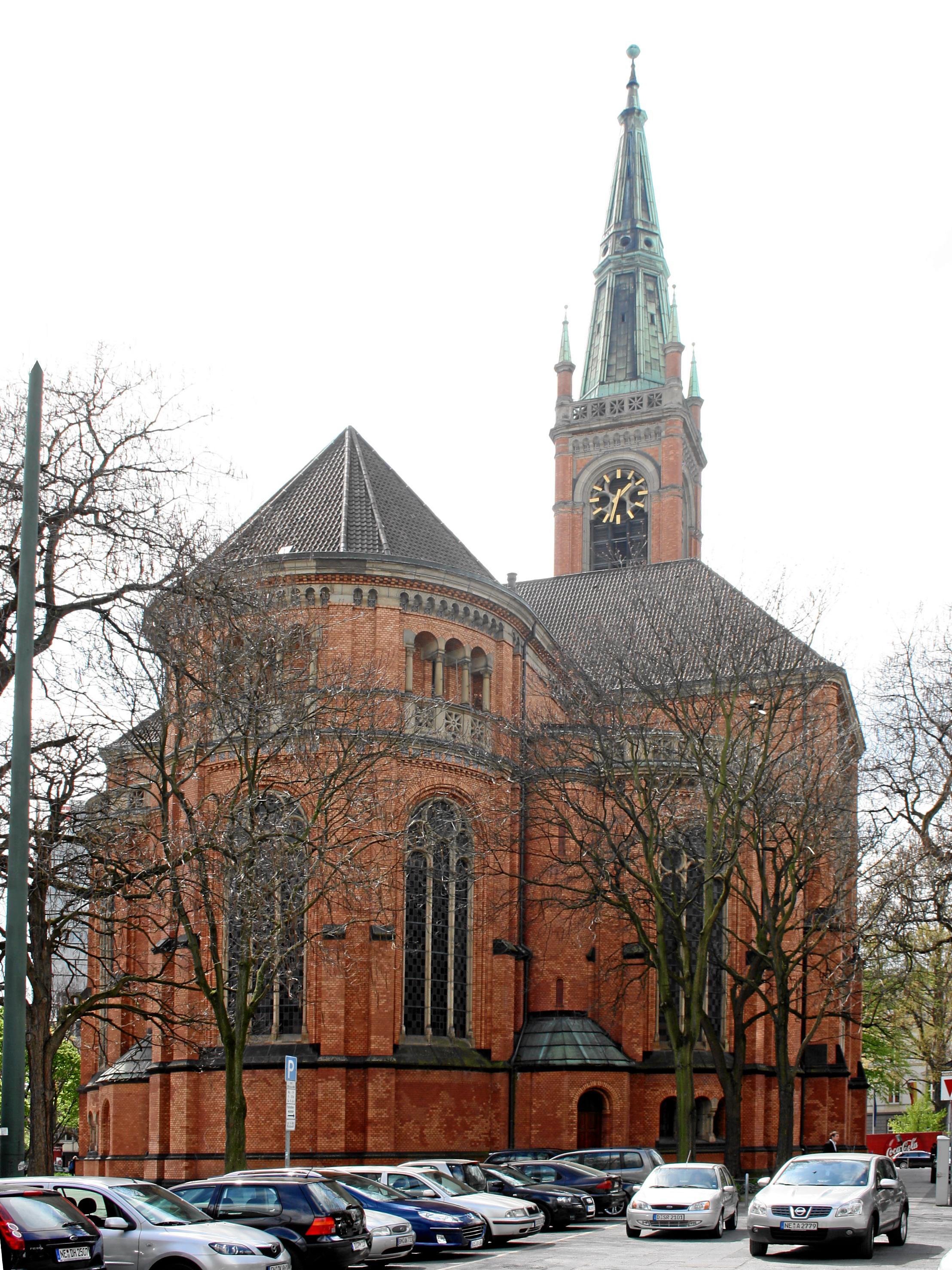
Äußeres von Nord
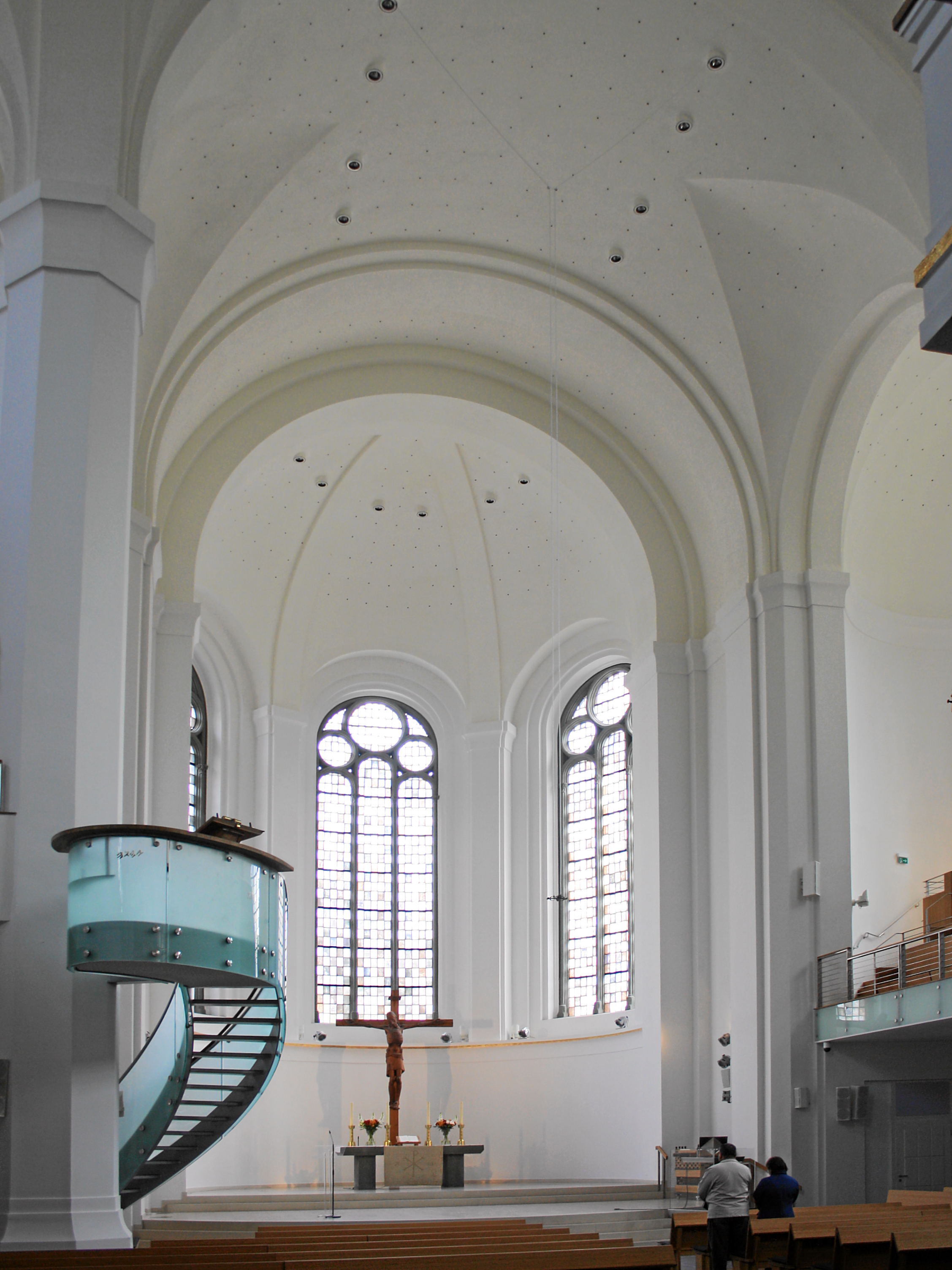
Chorraum
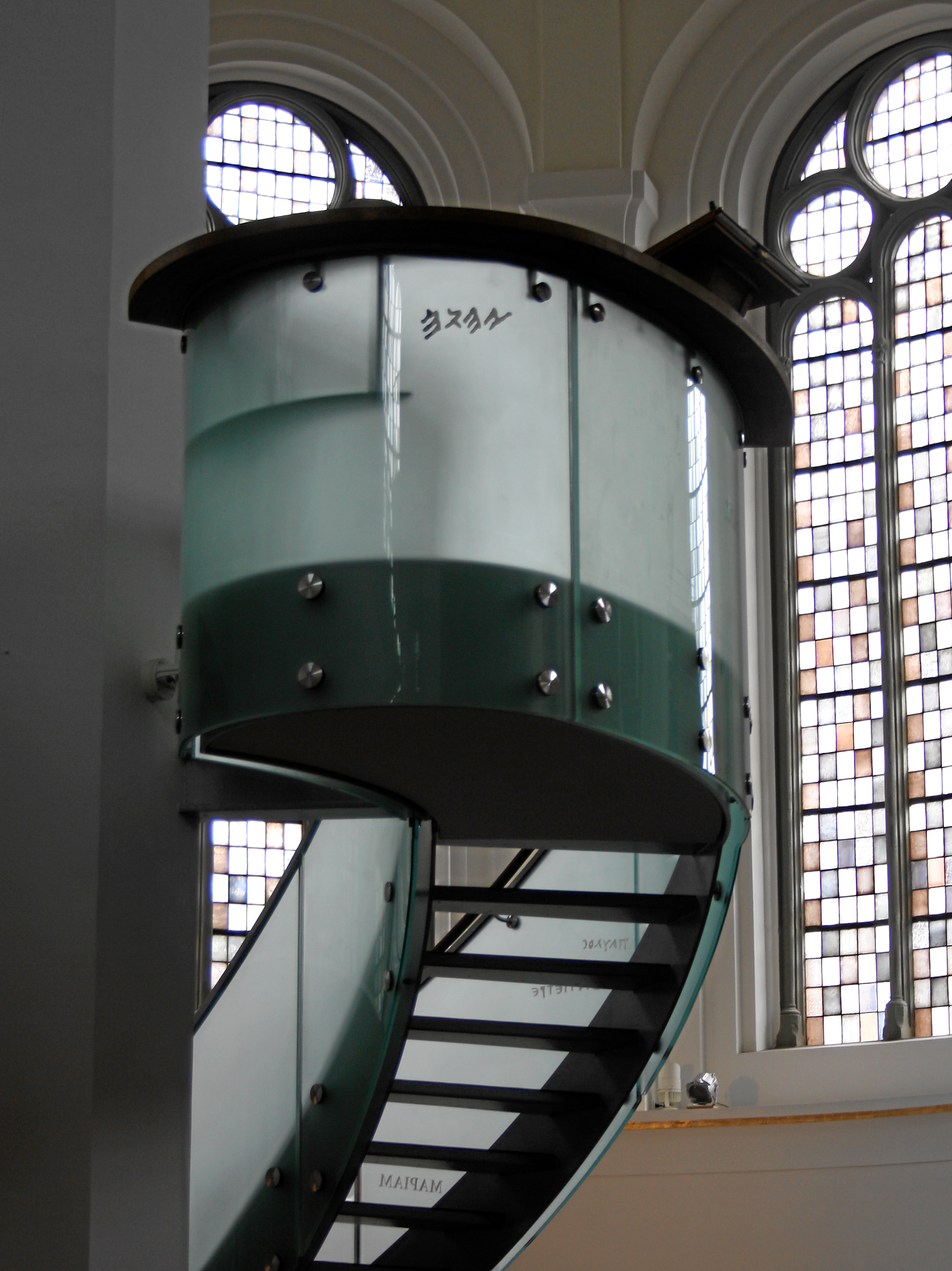
Kanzel
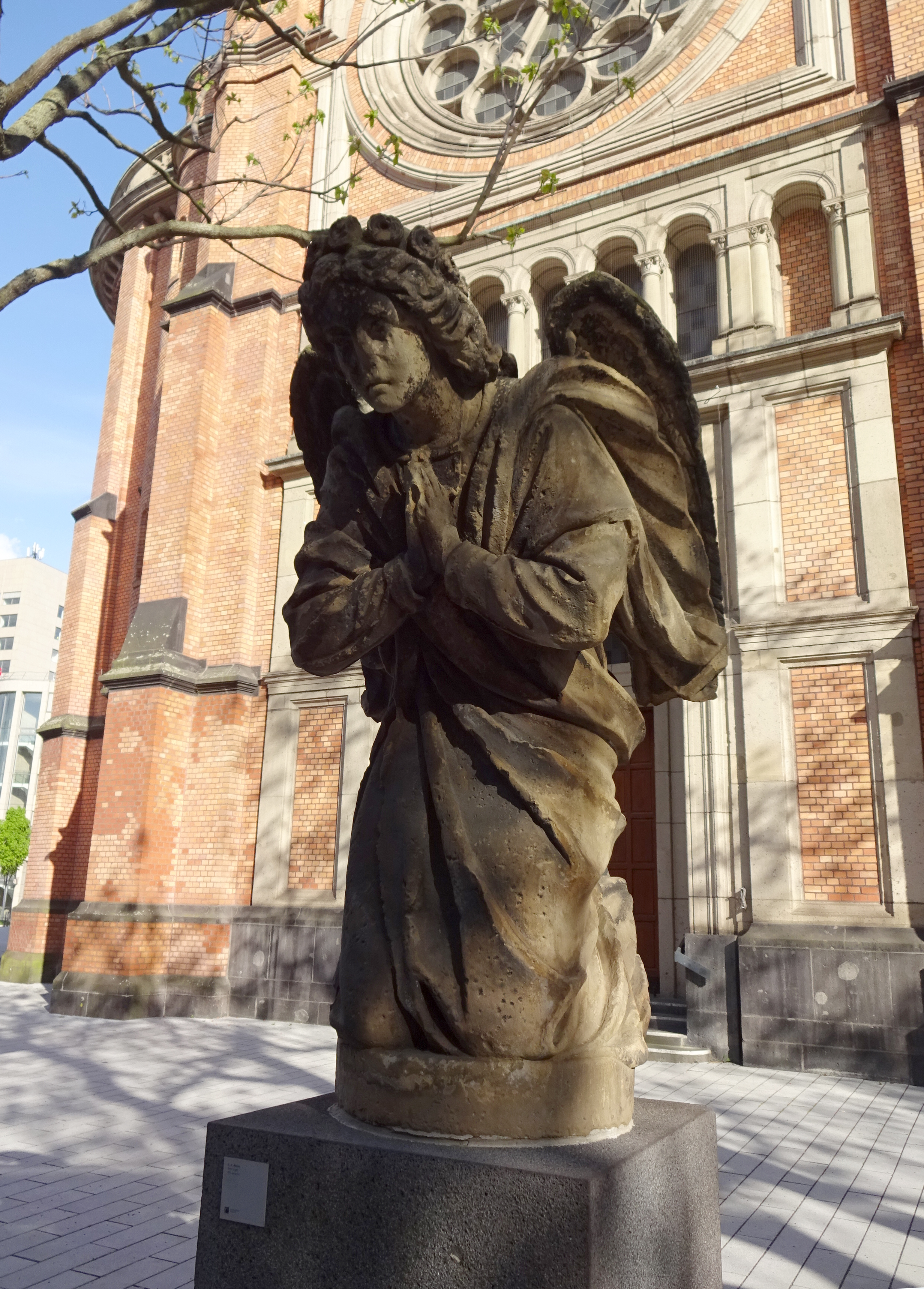
Engel vor dem Westportal der Johanneskirche
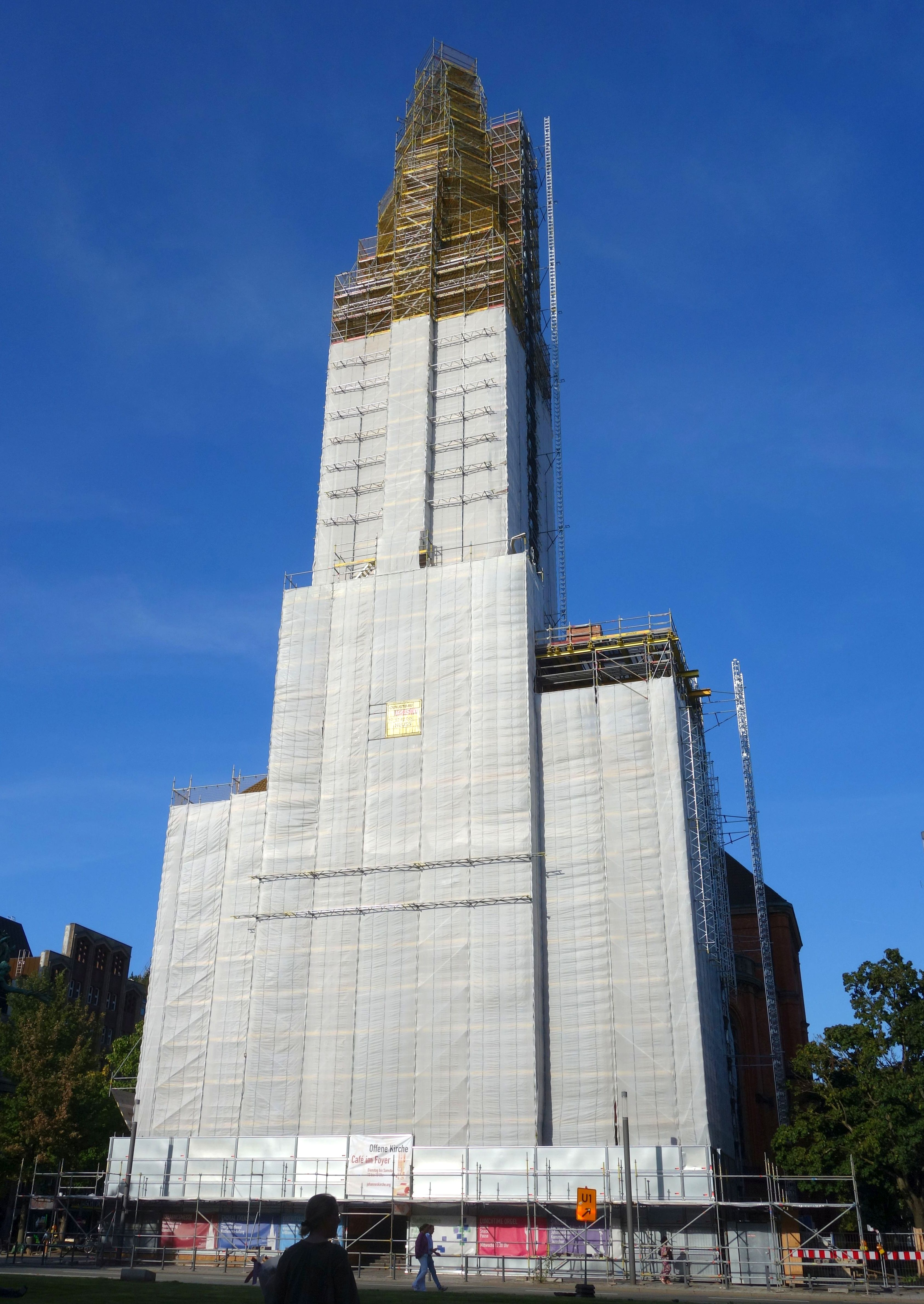
Komplett eingerüstet (September 2023)

## Kirchengemeinde
Die ehemals selbständige Kirchengemeinde Johanneskirche ist nach einer Zusammenlegung Teil der Kirchengemeinde Düsseldorf-Mitte. Das eigentliche  Kirchenschiff erreicht man nach dem Durchqueren eines großräumigen Cafés. Im Jahr 1997 wurde es durch den Berliner Designer Axel Kufus mit geraden und klaren Formen neugestaltet. Das ehrenamtlich betriebene Café, das in der Regel von 12  bis 18 Uhr geöffnet ist wirbt mit Plakat und Bockständer – „Eine Citykirche hat offene Türen zu verlässlichen Zeiten, und drinnen ist immer jemand zu sprechen“.Stand  2025
Im Kirchenraum finden ständig Konzerte und andere Veranstaltungen statt. Die Sonntagsgottesdienste werden jede Woche live auf YouTube übertragen und sind dort anschließend abrufbar, Auch einige besondere Gottesdienste sowie die Choral Evensongs laufen im Livestream.

Ostersonntag 2025
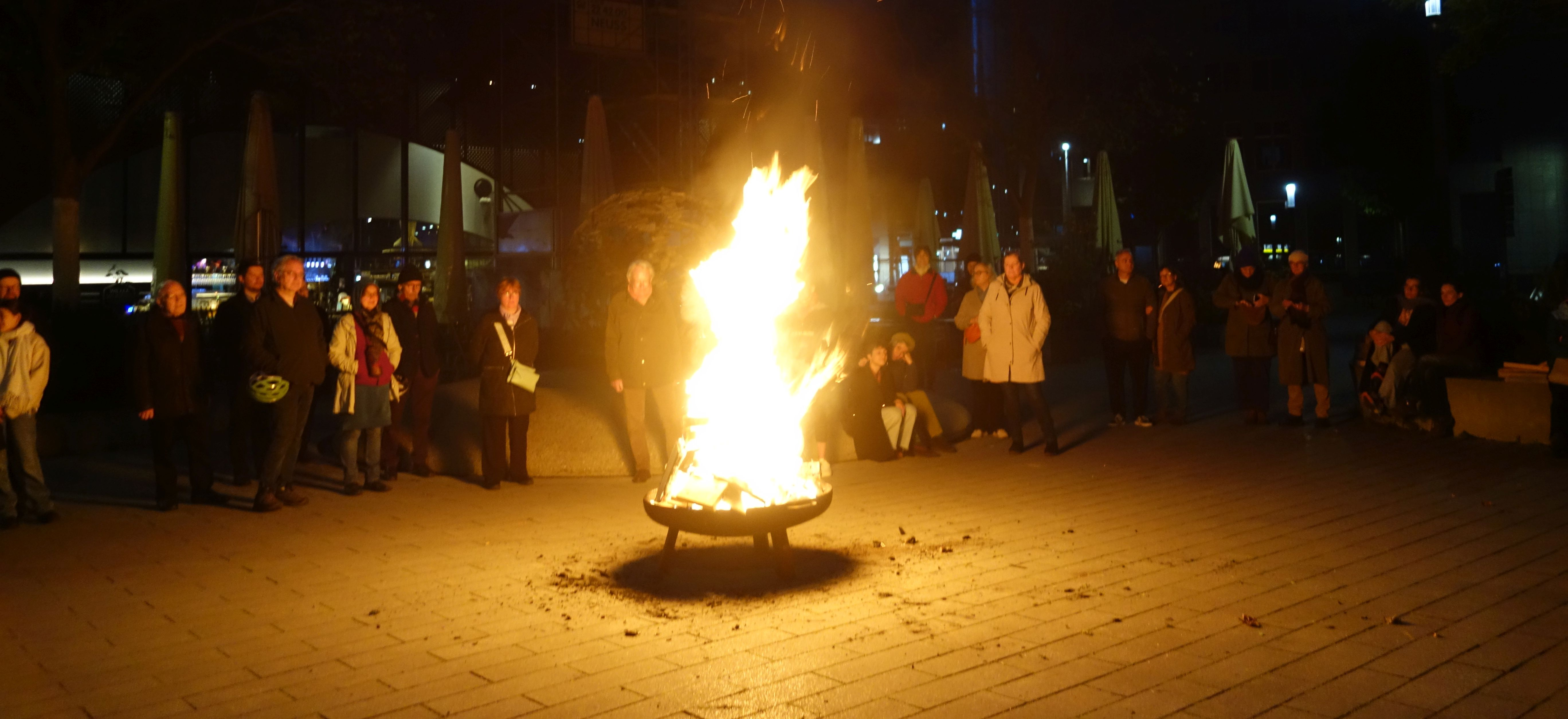
Morgendliches Osterfeuer am Nordende der Kirche
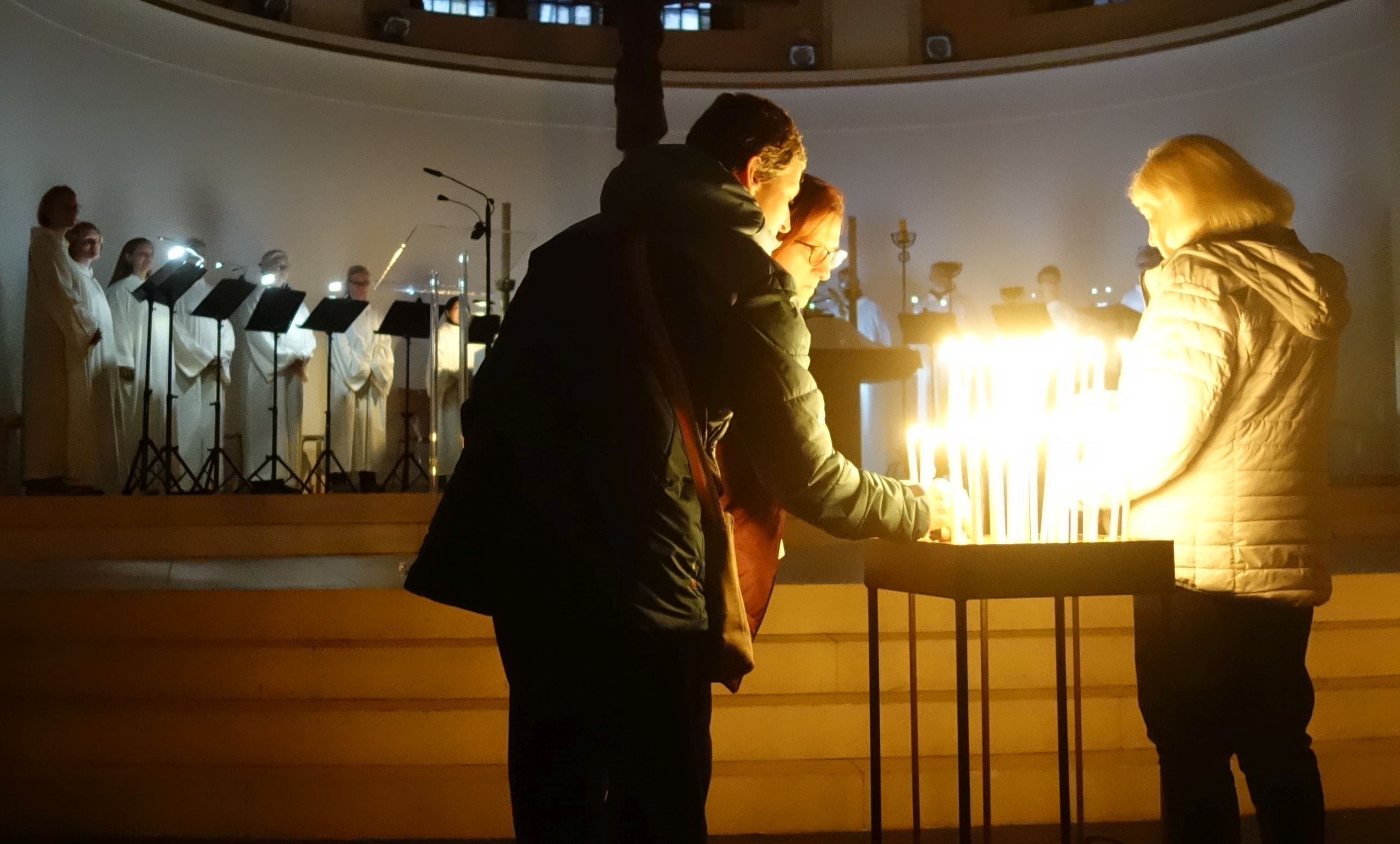
Oster-Frühgottesdienst mit Gesangsensemble Johannesmesse

## Orgel

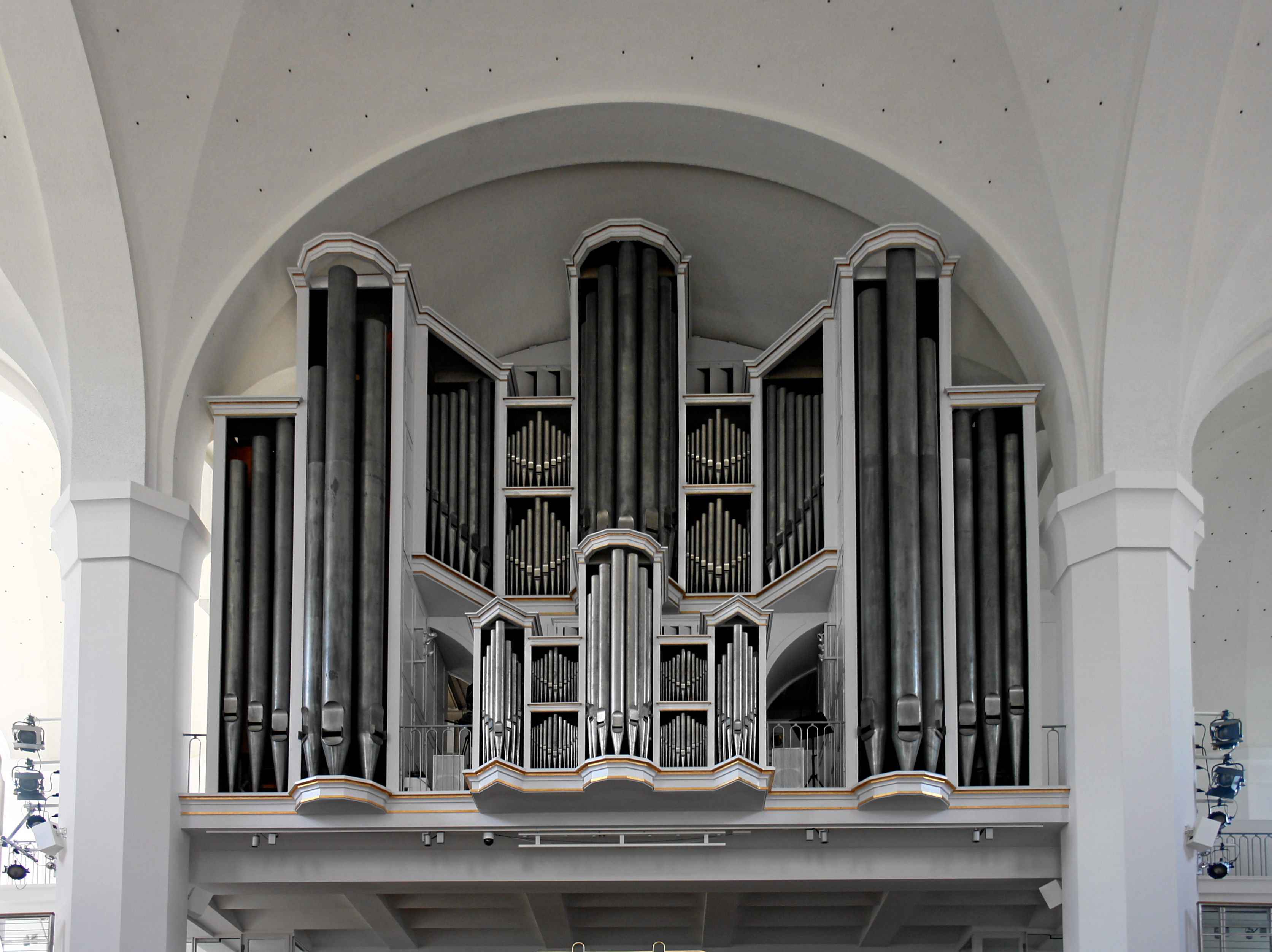
Orgelprospekt mit Rückpositiv

Die große Orgel der Johanneskirche wurde 1953/54 von dem Hamburger Orgelbauer Rudolf von Beckerath als mechanische Schleifladenorgel erbaut und im Jahr 2001 überholt. Seitdem sind die Spieltrakturen des Pedals und die gesamte Registertraktur elektrisch. Im Jahre 2001 sind die elektrischen Koppeln hinzugekommen, ebenso ein MIDI-Anschluss. Die Disposition ist – bis auf die Mixtur (Nr. 39) – unverändert geblieben.
| I Rückpositiv C–g3 |                   |        |
| 01.                | Prinzipal         | 08′    |
| 02.                | Gedackt           | 08′    |
| 03.                | Quintade          | 08′    |
| 04.                | Oktave            | 04′    |
| 05.                | Rohrflöte         | 04′    |
| 06.                | Quintflöte        | 02 ⁄3′ |
| 07.                | Oktave            | 02′    |
| 08.                | Gemshorn          | 02′    |
| 09.                | Quinte            | 01 ⁄3′ |
| 10.                | Sesquialtera II 0 | 02 ⁄3′ |
| 11.                | Scharf V-VII      | 01′    |
| 12.                | Dulzian           | 16′    |
| 13.                | Schalmey          | 08′    |
|                    | Tremulant         |        |

| II Hauptwerk C–g3 |                  |        |
| 14.               | Prinzipal        | 16′    |
| 15.               | Quintadena       | 16′    |
| 16.               | Oktave           | 08′    |
| 17.               | Rohrflöte        | 08′    |
| 18.               | Oktave           | 04′    |
| 19.               | Nachthorn        | 04′    |
| 20.               | Quinte           | 02 ⁄3′ |
| 21.               | Oktave           | 02′    |
| 22.               | Flachflöte       | 02′    |
| 23.               | Mixtur VI-VIII 0 | 01 ⁄3′ |
| 24.               | Scharf IV        | 01⁄2′  |
| 25.               | Trompete         | 16′    |
| 26.               | Trompete         | 08′    |

| III Oberwerk C–g3 |             |         |
| 27.               | Bordun      | 16′     |
| 28.               | Prinzipal   | 08′     |
| 29.               | Koppelflöte | 08′     |
| 30.               | Oktave      | 04′     |
| 31.               | Blockflöte  | 04′     |
| 32.               | Nasat       | 02 ⁄3′  |
| 33.               | Nachthorn   | 02′     |
| 34.               | Terz        | 01 3⁄5′ |
| 35.               | Quinte      | 01 ⁄3′  |
| 36.               | Septime     | 01 ⁄7′  |
| 37.               | Sifflöte    | 01′     |
| 38.               | None        | 08⁄9′   |
| 39.               | Mixtur      | 02′     |
| 40.               | Zimbel III  | 01⁄6′   |
| 41.               | Oboe        | 08′     |
| 42.               | Trompete    | 04′     |
|                   | Salicional  | 8'      |
|                   | Schwebung   | 8'      |
|                   | Tremulant   |         |

| IV Brustwerk C–g3 |             |       |
| 43.               | Gedackt     | 8′    |
| 44.               | Holzflöte   | 4′    |
| 45.               | Prinzipal   | 2′    |
| 46.               | Waldflöte   | 2′    |
| 47.               | Quinte      | 1 ⁄3′ |
| 48.               | Schwiegel 0 | 1′    |
| 49.               | Terzian II  |       |
| 50.               | Scharf IV 0 | 2⁄3′  |
| 51.               | Regal       | 8′    |
|                   | Tremulant   |       |

| Pedal C–f1 |                 |     |
| 52.        | Prinzipal       | 32′ |
| 53.        | Oktave          | 16′ |
| 54.        | Subbaß          | 16′ |
| 55.        | Oktave          | 08′ |
| 56.        | Gedackt         | 08′ |
| 57.        | Oktave          | 04′ |
| 58.        | Nachthorn       | 02′ |
| 59.        | Rauschwerk IV 0 |     |
| 60.        | Mixtur VI-VIII  | 02′ |
| 61.        | Posaune         | 32′ |
| 62.        | Posaune         | 16′ |
| 63.        | Dulzian         | 16′ |
| 64.        | Trompete        | 08′ |
| 65.        | Trompete        | 04′ |
| 66.        | Kornett         | 02′ |

- Koppeln:

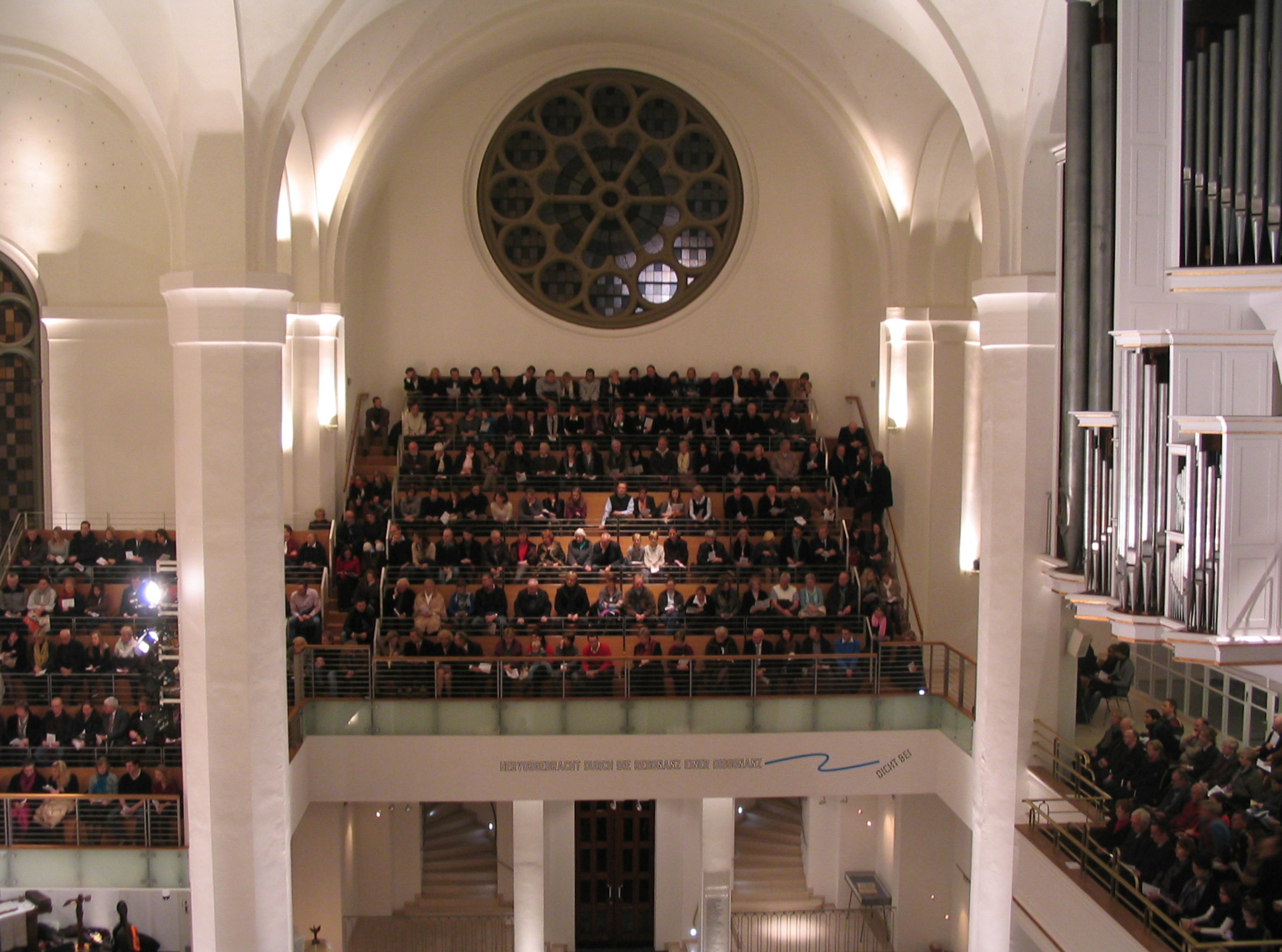
Empore (Heiligabend 2011)

  - Mechanische Normalkoppeln: III/II, IV/II, I/P, III/P
  - Elektrische Normalkoppeln (2001): I/II, III/II, IV/II, III/I, IV/III, I/P, II/P, III/P, IV/P
  - Elektrische Suboktavkoppeln (2001): III/II, III/III
  - Elektrische Superoktavkoppeln (2001): III/II, III/III
- Spielhilfen (2001): MIDI-Interface mit Synthesizer
- Anmerkungen:

1. 1 2  Schwellbar.
2. ↑  2001 nachträglich ergänztes Register.

## Kirchenmusiker
- Gerhard Schwarz (1949–1967)
- Almut Rößler (1967–1997)
- Gerhard Luchterhandt (1997–2000)
- Joachim Vogelsänger (2000–2002)
- Wolfgang Abendroth (ab 2002)

## Glocken
Im Turm der Johanneskirche befindet sich das größte Glockengeläut aller evangelischen Kirchen von Düsseldorf. Alle Glocken hängen an tief gekröpften Stahljochen.
| Nr. | Name | Gussjahr | Gießer         | Masse (kg) | Ø (mm) | Schlagton | Anmerkungen |
| --- | ---- | -------- | -------------- | ---------- | ------ | --------- | ----------- |
| 1   |      | 1952     | Rincker, Sinn  | 3.000      | 1.750  | a0        |             |
| 2   |      | 1952     | Rincker, Sinn  | 1.450      | 1.450  | c1        |             |
| 3   |      | 1782     | Copinius       | 970        | 1.260  | d1        |             |
| 4   |      | 1860     | H. P. Lieboldt | 1.100      | 1.230  | e1        |             |
| 5   |      | 1952     | Rincker, Sinn  | 480        | 960    | g1        |             |

Motiv: "Ad te levavi animam meam"